# デビューできないと死ぬ病気にかかってしまいました
『デビューできないと死ぬ病気にかかってしまいました』（デビューできないとしぬびょうきにかかってしまいました、韓: 데뷔 못 하면 죽는 병 걸림、英: Debut or Dieは、DS.Backによる韓国の小説およびこれを原作とする漫画（ウェブトゥーン）作品。韓国ではカカオページで2021年1月11日から2023年5月5日まで小説として発表され、2022年8月1日からはコミカライズ版の連載が開始した。日本ではピッコマにて小説とコミカライズの日本語版が配信されている。

## 概要
カカオページにて2021年1月11日から連載がスタートし、2023年5月5日に完結した。2021年7月28日にはミリオンページに入る。2022年5月10日に440話で1部完結。TeSTARのデビュー日である2022年6月18日から2部の連載が再開され、2023年5月5日に完結した。
日本ではコミカライズ版が2023年12月26日から、小説が2024年6月3日から共にピッコマで連載されている。

## ストーリー
3度目の公務員試験に落ちたことを確認したリュ・ゴンウは酒を飲んで眠りについた。次の日、目を覚ますと見知らぬモーテルにいることに気づく。鏡を確認すると知らない年下の青年の姿になっていた。部屋で遺書と空の薬箱を発見し、日付を確認すると、３年前の12月に戻っていた。そして目の前に現れたステータス画面に、[突発！][状態異常:「デビューできなかったら死ぬ！」が発生！]と表示される。
パク・ムンデという青年に憑依したまま１年以内にアイドルとしてデビューできなければ死ぬという状況に陥ったリュ・ゴンウは、かつて飲み会の席で先輩から聞いた噂を頼りに3年前に流行したアイドルサバイバル番組「アイドル株式会社」に参加する事となる。

## 登場人物

### TeSTAR
TeSTAR（テスター、韓: 테스타）は韓国の7人組男性アイドルグループ。Tnetのアイドルサバイバルオーディション番組、「再上場！アイドル株式会社」にて選抜され、202x年6月18日に結成。
公式ファンダム名はLoviewer（ラビュワー、韓: 러뷰어）。
パク・ムンデ（박문대）/リュ・ゴンウ（류건우）
本作の主人公であり、TeSTARのメインボーカル。ある日見知らぬ青年パク・ムンデの体に憑依した状態で3年前に戻ってしまう。アイドルとしてデビューできなければ死ぬという状況に陥り、「再上場！アイドル株式会社」にてアイドルデビュー果たした後、TeSTARのパク・ムンデとして活動を始める。過去、大学生時代にアイドルの写真を撮って売っていた時、写真の相場を知る為にSNSやネット掲示板を観察していた。その経験からアイドルとしての世論管理が上手く、頭も良い。ファンからは子犬やチベットスナギツネに例えられることが多い。中学の頃に両親を失って以来一人で生きてきた経験から料理が上手く、生活能力が高い。絵を描く事とホラーがとても苦手。両親が亡くなった時の状況にトラウマがある。
チャ・ユジン（차유진）
TeSTARのセンター。英語名はユージン・イグナシオ・チャ（Eugene Ignacio Cha）であり、アメリカカリフォルニア州出身の韓国系アメリカ人。英語、韓国語に加えて祖母はヒスパニック系の為スペイン語も話すことができる。アイドル株式会社では常に上位を維持していて、番組内で高い能力と逆境を乗り越える姿を見せた。同じグループで同年齢のキム・レビンとは練習生時代から同じ事務所に所属していた友人であるが、度々口喧嘩している姿を見せる。韓国語が拙いため独特な印象を受けるが、的を射た発言をすることもある。特に母国語の英語で話す際は本質をよく理解している様子が垣間見える。学生時代はアメリカンフットボールをやっていた。
ソン・アヒョン（선아현）
TeSTARのメインダンサー。吃音症があり、学生時代にいじめられていた為、とても美形でダンスが上手いことに対して自身がなく消極的な性格。自尊心不足という全ての能力値が2段階下がる状態異常にかかっている。アイドル株式会社では自尊心不足という状態異常をパク・ムンデの助言から克服し、上位でデビューした。長年バレエをやっていて、芸術系の中高を卒業した後フランスへ2年間留学していた。その為フランス語と英語を流暢に話す事ができる。イ・セジン、パク・ムンデと同年齢。実家がとてもお金持ちであり、ソウルの庭付き一軒家で暮らしていた。料理が壊滅的に苦手だが、魚を捌く事と羊肉を焼くことのみ上手い。トークメッセージがとても長いのが特徴。気が弱そうな印象だが、ホラーや虫などは怖がらない。ファンからは鹿に例えられる事が多い。
キム・レビン（김래빈）
TeSTARのメインラッパー。グループの末っ子であり、チャ・ユジンと同年齢かつアイドル株式会社以前から、同じ事務所の練習生で友人だった。ピアスを多数付けており、見た目は三白眼と冷たく近寄り難い印象だが、その反面とても礼儀正しい。ラップの能力が高いだけでなく、作曲に類稀なる才能を持ち、アイドル株式会社での課題からTeSTARの楽曲に至るまで曲作り方面で大きくグループを支えている。ワーカーホリックな上に作曲や編曲が趣味のため、忙しい中でもいつの間にか新たな曲を作り、メンバーを驚かせる。様々な音楽に詳しく、祖父母と共に暮らした影響で若者としては珍しくトロットも聴く。トークメッセージでは、お年寄りが使用するようなカラフルなメッセージ画像をよく送る。性格は真面目だが他人の機微に疎く、天然でズレた発言や斜め上の理解を示すことが多い。本人も自身のコミュニケーション能力の低さは認識している。ファンからはレビンという名前の音からウサギに例えられることが多い。週に1、2回パソコンで日記を書く。電子機器全般の操作が上手い。
リュ・チョンウ（류청우）
TeSTARのリーダー兼リードボーカル。元アーチェリー団体の韓国代表で金メダリスト。幼い頃に遭った交通事故の後遺症によりアーチェリー選手を辞めてアイドルへ転向した。リーダーシップがあり、TeSTARとしてデビューしてすぐは所属事務所の体制が悪くマネージャーがやるべき業務も行なっていた。運動選手出身らしくとても体力があり、趣味は登山と射撃。遠距離攻撃は全て得意なのかと疑われるほど、投げたり打ったりする物の扱いがとても上手い。メンバーの中で唯一運転免許と車を持っている。ファンからは鷹や狼に例えられる事が多い。
イ・セジン（이세진）
TeSTARのメインダンサー。バラエティ的な対応能力が高い為、コンサート以外でも状況をよく把握しコントロールすることに長けている。社交的で人脈管理も上手い。番組スタッフや共演者すぐ打ち解け、連絡先を交換する。また、頭の回転が早く、リアリストである。よくグループと自身の損得を考慮した行動を取る。能力的に欠点はないものの、逆に他のメンバーよりも突出した能力もなく、ポジションが曖昧。過去にポジションが曖昧だという理由からデビューを逃した経験がある為、思い悩むこともあった。アイドル株式会社当初は、未来を知るパク・ムンデから内心で麻薬中毒者の疑いを持たれており、距離を置こうとされていた。パク・ムンデ、ソン・アヒョンと同年齢。同じグループのベ・セジンとは性格が合わず、グループが発足してすぐは打ち解けられなかったが、相手を理解した後はぎこちなくもお互いを尊重した態度を取るようになった。ピラティス・メソッドやボクシングに通ったりと、定期的に運動をしている。ファンからは熊に例えられる事が多い。
ぺ・セジン（배세진）
TeSTARのサブボーカル。グループ最年長。子役出身の為芸歴が長い。子役時代はとても売れていたが、劣悪な仕事スケジュールから体調を崩し活動を休止。俳優活動の復帰をしたかったが、所属事務所から無理にアイドル株式会社へ参加させられた。アイドル株式会社参加時はイ・セジンと名乗っていたが、父の姓から母の姓に変更し、ぺ・セジンに改名した。天才的な演技力に対してダンスが苦手で、デビュー後は感覚で踊っているチャ・ユジンやソン・アヒョンに対して、理論的に伝えることが上手いイ・セジンがよくダンスを教えていた。しかしイ・セジンと性格が合わず、対人関係の構築も苦手な為互いを知るまでに苦労が多かった。TeSTARのMVにて演技が必要なシーンなどを多く任される。パク・ムンデにアルコール依存症の気配を感じ飲酒禁止にした。自身の対人能力の低さは自覚している。趣味は読書と動画視聴。ファンからはハムスターに例えられる事が多い。

### VTIC
VTIC（ブイティック、韓: 브이틱）は韓国の４人組男性アイドルグループ。LiTe所属。公式ファンダム名はTICA（ティカ、韓: 티카）。
チョンリョ（청려）
VTICのリーダー兼メインダンサー。本名はシン・ジェヒョン。グループの中では最年長。パク・ムンデの前の回帰者であり、「状態異常∶矯正」によって死ぬと17歳の時点に戻ることができた。ミッションを全てクリアした為現在は回帰する事ができない状態。完璧なVTICを作るために最低100回以上の回帰を繰り返している。自身はミッションをクリアしてしまったが、次の回帰者である後輩のパク・ムンデがミッションに失敗すれば一緒に時間を巻き戻すことができると考え、パク・ムンデに自殺を勧めたり、ミッションが失敗する状況へ追い込もうとする。保護犬施設に精算金の半分を寄付した事がある。飼い犬のコンイをとても大切にしているが、何度も回帰している為か人間味が薄く、同グループのチェユルからは山神、TeSTARのペ・セジンからはサイコパスのようだと評される。
チェユル（채율）
VTICのセンター。本名はジン・チェユル。パクムンデに心の中でイエスマンと呼ばれているうちの一人。自己主張が少なく、明るく元気な性格。喧嘩をしたり、人に逆らうようなことはしない。金髪でファンからはキツネのイメージを持たれている。VTICはチョンリョが回帰し続ける中で何度も人員を組み直しているが、VTICの中で唯一、最初からいるメンバー。
シノ（신오）
VTICのリードラッパー。本名はオ・ユンシン。パクムンデに心の中でイエスマンと呼ばれているうちの一人。自己主張が少なく人に逆らうようなことはしない。鋭い印象のイケメンで、演技の訓練も受けたことがある為VTICの中では演技をするポジションでもある。メンバーの中で一番露出多めの衣装が多い。
ジュダン（주단）
VTICのリードボーカル。本名はチョン・ウダン。グループの末っ子。落ち着いた性格で突発的な状況にも動じないが、サブカルチャーに関心が深く、オタク的な行動をする。オタクな姿を見た後輩のチャユジンからはナードと言われる。メインボーカルであるビハン脱退後は実質メインボーカルの役割を果たしている。
ビハン（비한）
VTICのメインボーカル。本名はチェ・テジュン。パクムンデに心の中でクラブメボと呼ばれている。扱いやすい人間ではあるが、自尊心が高く自己中心的な性格。VTICが再契約した次の年、スキャンダルによりグループを脱退する。

## 書籍情報

### 小説（韓国）
| 巻 | ISBN              | 発売日         |
| -- | ----------------- | -------------- |
| 1  | 979-11-404-1048-4 | 2022年12月8日  |
| 2  | 979-11-404-1049-1 | 2022年12月8日  |
| 3  | 979-11-404-7762-3 | 2023年12月15日 |
| 4  | 979-11-404-7763-0 | 2023年12月15日 |
| 5  | 979-11-404-7764-7 | 2023年12月15日 |
| 6  | 979-11-404-7760-9 | 2023年12月15日 |
| 7  | 979-11-415-1203-3 | 2024年12月8日  |
| 8  | 979-11-415-1204-0 | 2024年12月8日  |
| 9  | 979-11-415-1205-7 | 2024年12月8日  |
| 10 | 979-11-415-1206-4 | 2024年12月8日  |

### 漫画（韓国）
| 巻 | ISBN              | 発売日        |
| -- | ----------------- | ------------- |
| 1  | 979-11-404-7199-7 | 2023年8月25日 |
| 2  | 979-11-415-2417-3 | 2025年4月18日 |
| 3  | 979-11-415-2418-0 | 2025年4月18日 |